# LAMP
LAMP — акроним, обозначающий набор (комплекс) серверного программного обеспечения, широко используемый во Всемирной паутине. LAMP назван по первым буквам входящих в его состав компонентов:
- Linux — операционная система Linux;
- Apache — веб-сервер;
- MariaDB / MySQL — СУБД;
- PHP — язык программирования, используемый для создания веб-приложений (помимо PHP могут подразумеваться другие языки, такие как Perl и Python).

Акроним LAMP может использоваться для обозначения:
1. Инфраструктуры веб-сервера;
2. Парадигмы программирования;
3. Пакета программ.

Хотя изначально эти программные продукты не разрабатывались специально для работы друг с другом, такая связка стала весьма популярной из-за своей гибкости, производительности и низкой стоимости (все её составляющие являются открытыми и могут быть бесплатно загружены из Интернета). Набор LAMP входит в состав большинства дистрибутивов Linux и предоставляется многими хостинговыми компаниями.

## Варианты
Иногда букву P в аббревиатуре расшифровывают как Perl или Python (другие возможные языки веб-разработки).
Существует множество вариантов термина, в частности:
- LEMP — Nginx вместо Apache (Nginx читается Engine-X)
  - LNMP — другой вариант названия 'Nginx вместо Apache'
- LEPP — Linux, Nginx, PostgreSQL, PHP
- LLSMP - Linux, LiteSpeed, MySQL, PHP
- BAMP — BSD вместо Linux
- MAMP — Mac OS X вместо Linux.
- SAMP — Solaris вместо Linux
- WAMP — Microsoft Windows вместо Linux
- WASP — Windows, Apache, SQL Server и PHP
- WIMP — Windows, IIS, MySQL и PHP
- PAMP — Personal Apache MySQL PHP — набор серверов для платформы S60. Специфика платформы накладывает свой отпечаток на работу комплекса. Так, в частности, модули PHP получают и возвращают строки только в кодировке UTF-8.
- FNMP — FreeBSD и Nginx вместо Linux и Apache.
- XAMPP — кроссплатформенная сборка веб-сервера, X (любая из четырёх операционных систем), Apache, MySQL, PHP, Perl

## Пакеты
- Zend Server — пакет от разработчиков PHP.
- Instant Rails — с языком Ruby.

### Для Windows
Поскольку программы, входящие в LAMP, в основном были разработаны для Linux, то установка и взаимная настройка их под Windows требует некоторого времени. Для решения этой проблемы было создано много пакетов программ, которые позволяют начать работать сразу после установки, такой набор называют WAMP. Примеры популярных пакетов: Open Server, Denwer, XAMPP.